# Jennifer Haben

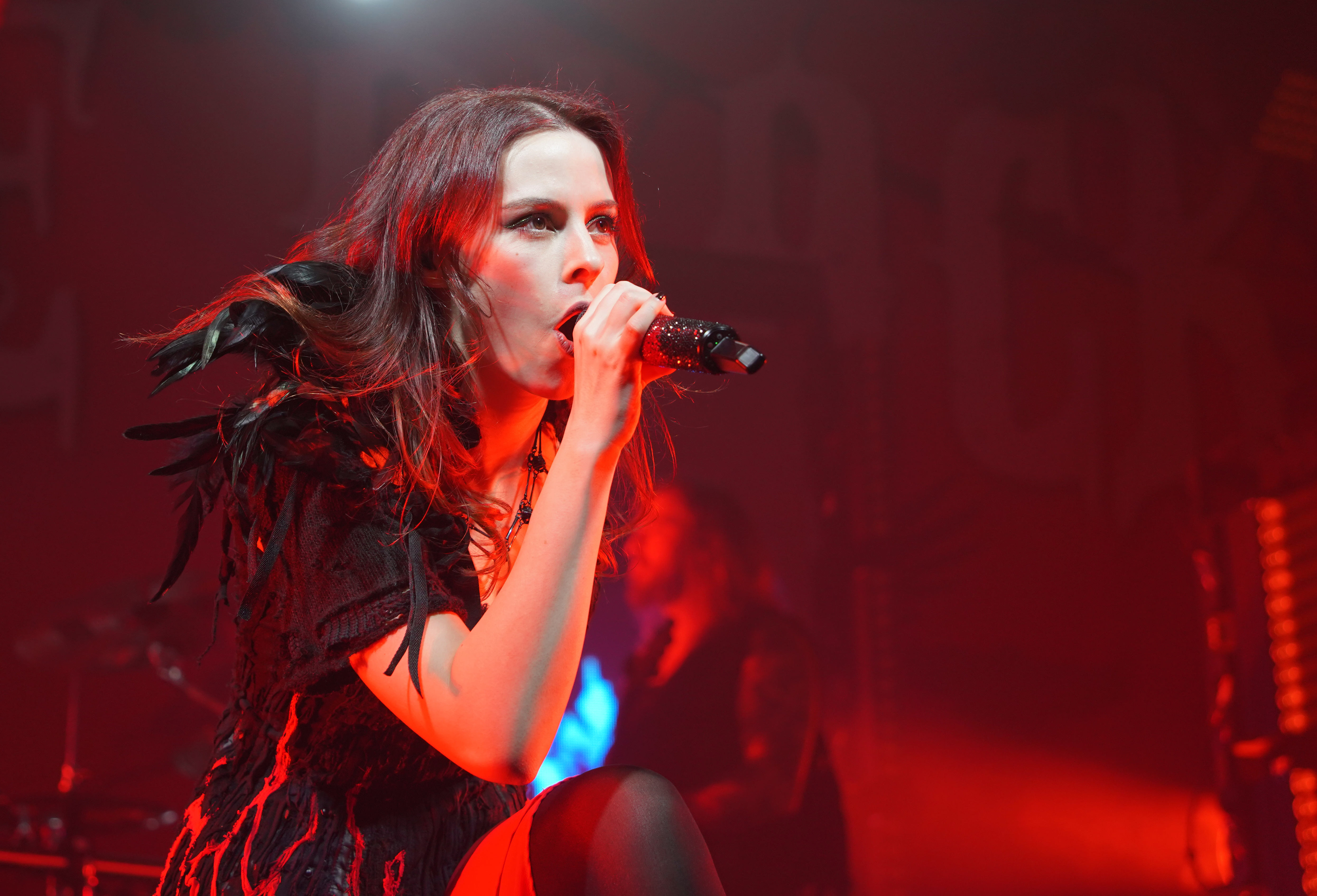
Jennifer Haben (2024)

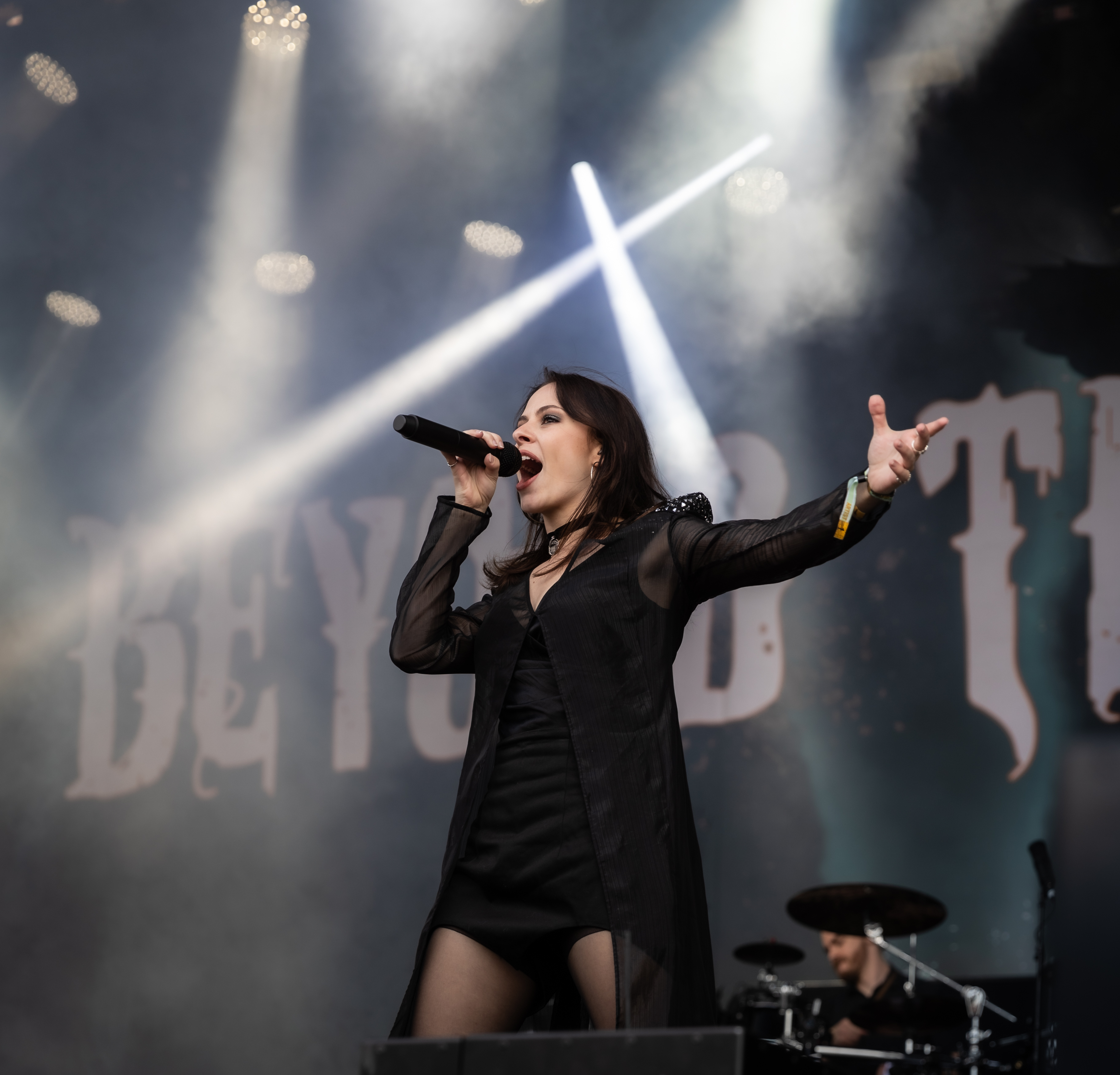
Jennifer Haben (2019)

Jennifer Haben (* 16. Juli 1995 in St. Wendel-Remmesweiler) ist eine deutsche Sängerin. Sie ist die Frontfrau der Symphonic-Metal-Band Beyond the Black.

## Biografie

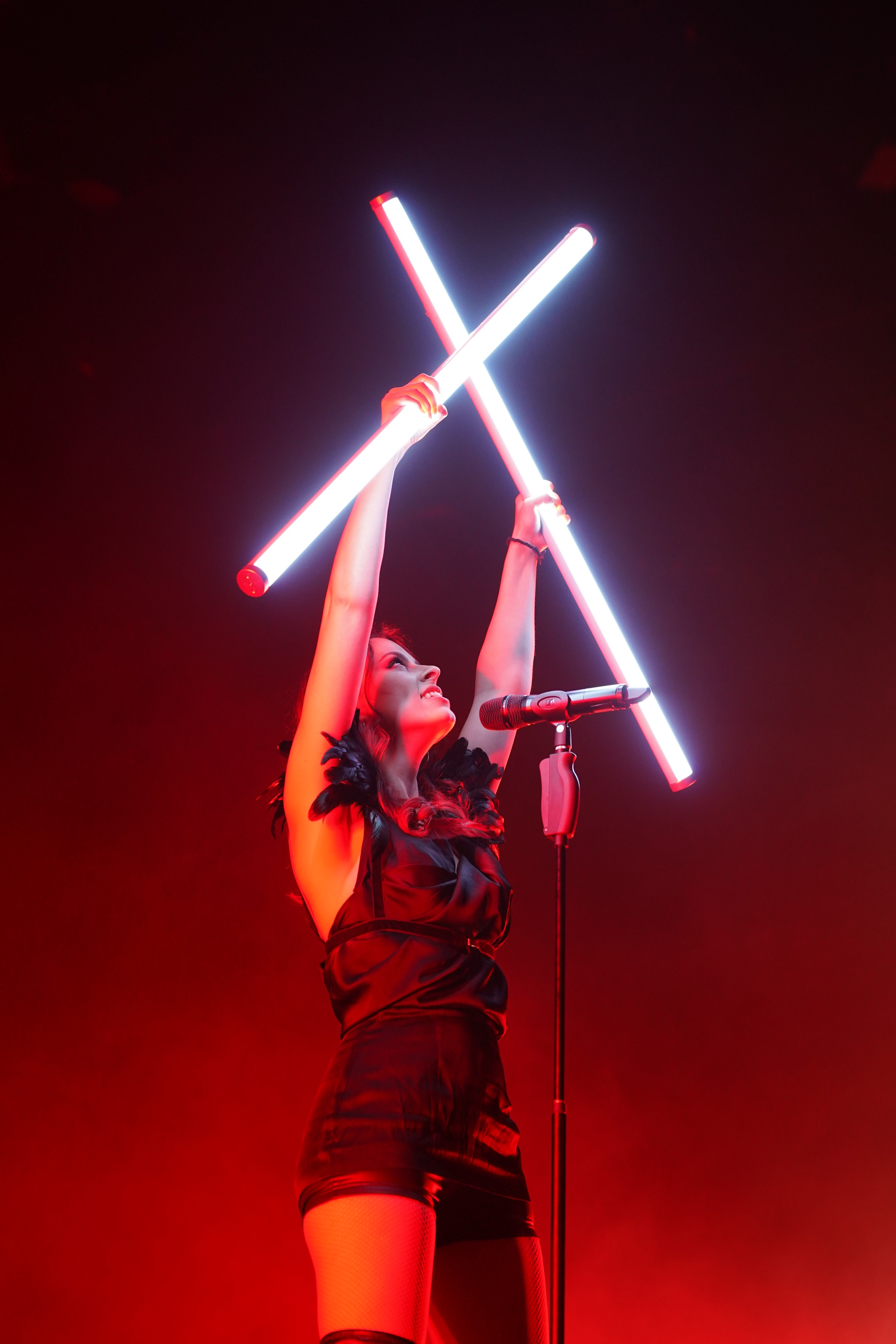
Jennifer Haben auf der European Co-Headline Tour 2022

Jennifer Haben erhielt seit ihrem sechsten Lebensjahr Klavier-, seit dem neunten Saxofonunterricht. Die ersten Gitarrengriffe erlernte sie im Alter von sechs Jahren von ihrer Mutter und brachte sich die ersten Songs selbst bei. Im vierten Schuljahr gründete Jennifer mit ihrem Bruder (Bass) die Schülerband „Speed“, die „jüngste Band im Saarland“. 2005 sandte Jennifers Vater ein Probevideo zum zehnjährigen Jubiläum des RTL-Spendenmarathons an RTL, worauf sie mit Alexander Klaws das Lied Ich will was tun für dich aufnahm (Album: Für alle Kinder dieser Welt). 2006 spielte sie Saxophon und sang ein Solo bei den heavytones Kids in der Fernsehsendung TV total. 2007 gewann sie mit elf Jahren den KiKA-Wettbewerb Beste Stimme 2007 (Finaltitel: I Will Always Love You von Whitney Houston, 73,5 Prozent der Stimmen). Im selben Jahr sang sie mit Bach Tran die Titelmelodie der KiKA-Sendung Platz für Helden und bestritt Liveauftritte bei der KiKA-SommerTour 2007. Mit ihrer Band Speed gewann sie 2008 ein Jugend-Band-Festival in St. Wendel und damit einen Gitarrenverstärker und einen Tag im Loopmatic-Music-Tonstudio, wo sie das Lied Liebes Deutschland aufnahmen. 2009 gewann sie Be a Star – Der Hannah Montana Gesangswettbewerb, initiiert von Disney Channel und Super RTL, veröffentlichte die Single Das Beste für Dich (Album: Disney Star Clique – Die Hits) und sang den Disney-Channel-Trailer Mehr Sommer für alle (Summer of Stars).
Ab 2010 war Haben Mitglied der Pop-Girlgroup Saphir, die aus den KiKA-„Beste-Stimme“-Gewinnerinnen der Jahre 2007 bis 2010 bestand. Die Band veröffentlichte 2010 eine Single und ein Album und trat bundesweit auf. Nach diesen Erfolgen machte Haben ihr Abitur in St. Wendel und begann in Saarbrücken Musikmanagement zu studieren.
2014 war Haben Mitgründerin der Band Beyond the Black, die im selben Jahr zum Wacken Open Air eingeladen wurde und seitdem dort Stammgast ist. Die Gruppe veröffentlichte bisher fünf Alben, von denen vier in die Top 10 der deutschen Album-Charts vorstießen. Die Band war auch auf der Bühne erfolgreich, unter anderem als Vorgruppe der Scorpions, von Saxon und Within Temptation sowie auf großen Festivals.
2019 nahm Haben an der sechsten Staffel der TV-Show Sing meinen Song – Das Tauschkonzert teil. Am 24. Juni 2022 moderierte sie das Festival Download Germany am Hockenheimring für Magenta Musik.

## Diskografie

### Singles
- 2022: Die Einzigen (Revolverheld feat. Jennifer Haben)

### Gastbeiträge
- 2016: Masterpiece (Kissin’ Dynamite feat. Jennifer Haben)[19]
- 2018: In Twilight Hours (Kamelot feat. Jennifer Haben)
- 2022: Make It Better (Amaranthe feat. Jennifer Haben)
- 2023: Der Freundschafts-Song (Heavysaurus feat. Jennifer Haben)

### Samplerbeiträge
- 2005: Ich will was tun für dich (Album: Für Alle Kinder Dieser Welt – 10 Jahre RTL-Spendenmarathon; mit Alexander Klaws)[20]
- 2009: Das Beste für dich (Album: Disney Star Clique – Die Hits; Original: Hannah Montana – Best of Both Worlds)[21]
- 2019: Pläne (Album: Sing meinen Song – Das Tauschkonzert Vol. 6; Original: Wincent Weiss)[22]
- 2019: Alles brennt (Album: Sing meinen Song – Das Tauschkonzert Vol. 6; Original: Johannes Oerding)[22]
- 2019: How It’s Got to Be (Album: Sing meinen Song – Das Tauschkonzert Vol. 6; Original: Jeanette Biedermann)[22]
- 2019: Niño perdido (Album: Sing meinen Song – Das Tauschkonzert Vol. 6; Original: Álvaro Soler)[22]
- 2019: Out of My Hands (Album: Sing meinen Song – Das Tauschkonzert Vol. 6; Original: Milow)[22]
- 2019: Salve Regina (Album: Sing meinen Song – Das Tauschkonzert Vol. 6; Original: Michael Patrick Kelly)[22]
- 2019: Auld Lang Syne (Album: Sing meinen Song – Die Weihnachtsparty Vol. 6; mit Johannes Oerding; Original: Frank C. Stanley)
- 2019: Ich will noch nicht nach Hause (Album: Sing meinen Song – Die Weihnachtsparty Vol. 6; mit Biedermann, Kelly, Milow, Oerding, Soler & Weiss)
- 2019: When You Wish upon a Star (Album: Sing meinen Song – Die Weihnachtsparty Vol. 6; mit Álvaro Soler; Original: Cliff Edwards)